# Valle Devero
La Valle Devero è una valle alpina che appartiene alla Val d'Ossola (VCO), situata all'estremo nord del Piemonte, al confine con la Svizzera, tra le Alpi Lepontine.

## Geografia fisica
Si dirama dalla Valle Antigorio all'altezza di Baceno e si apre alla sommità formando un'ampia conca, nota come Piana di Dévero, nella quale si trova l'Alpe Devero. Il torrente Devero attraversa l'intera valle bagnando le principali frazioni, quali Crampiolo, Devero, Goglio di Baceno e Croveo, per poi confluire nel Toce presso Baceno. La parte superiore della valle è inserita nel Parco naturale dell'Alpe Veglia e dell'Alpe Devero.
Le principali montagne dell'Alpe Veglia e Alpe Devero: Monte Leone, Helsenhorn, Cornera, Cervandone, Punta della Rossa, Monte Corbernas, Monte del Sangiatto, Arbola sono costituite da coltri di gneiss chiari del ricoprimento "Monte Leone". Molti sono i laghi alpini e i bacini artificiali sfruttati per la produzione dell'energia elettrica, quali il Lago di Agaro, ottenuto sommergendo l'omonima frazione e il Lago di Devero, meta turistica nel periodo estivo.
Nella Piana del Devero, nel periodo invernale, è aperta la pista di fondo costituita da un anello di 6 km di lunghezza e un altro anello, dalla Piana al Lago di Dèvero, lungo 18 km è adatto ai fondisti più esperti. Sono inoltre attivi impianti sciistici di risalita sul monte Cazzola.

### Principali cime
Le cime che si affacciano sulla valle Devero fanno tutte parte delle Alpi Lepontine nel supergruppo chiamato Catena Monte Leone-Blinnenhorn.
| vetta                | altezza (m) | Gruppo alpino                 | Sottogruppo alpino                 |
| -------------------- | ----------- | ----------------------------- | ---------------------------------- |
| Monte Leone          | 3552        | Gruppo del Monte Leone i.s.a. | Monte Leone in senso stretto       |
| Helsenhorn           | 3274        | Gruppo dello Helsenhorn       | Gruppo Helsenhorn-Boccareccio      |
| Punta d'Arbola       | 3242        | Gruppo della Punta d'Arbola   | Catena Arbola-Sabbione             |
| Monte Cervandone     | 3210        | Gruppo Cervandone-Valdeserta  | Gruppo del Cervandone              |
| Punta del Rebbio     | 3195        | Gruppo del Monte Leone i.s.a. | Catena Terrarossa-Rebbio-Hillehorn |
| Punta Gerla          | 3086        | Gruppo Cervandone-Valdeserta  | Gruppo del Cervandone              |
| Pizzo Cornera        | 3084        | Gruppo Cervandone-Valdeserta  | Gruppo del Cervandone              |
| Pizzo di Boccareccio | 3027        | Gruppo dello Helsenhorn       | Gruppo Helsenhorn-Boccareccio      |
| Punta di Valdeserta  | 2938        | Gruppo Cervandone-Valdeserta  | Catena Crampiolo-Valdeserta        |
| Pizzo Diei           | 2906        | Gruppo Helsenhorn-Boccareccio | Sottogruppo Cistella-Diei          |
| Punta della Rossa    | 2888        | Gruppo Cervandone-Valdeserta  | Gruppo del Cervandone              |
| Monte Cistella       | 2880        | Gruppo Helsenhorn-Boccareccio | Sottogruppo Cistella-Diei          |
| Monte Figascian      | 2840        |                               |                                    |
| Punta della Valle    | 2667        |                               |                                    |
| Monte Corbernas      | 2578        | Gruppo della Punta d'Arbola   | Sottogruppo Costiera Busin-Pojala  |
| Punta d'Orogna       | 2447        | Gruppo dello Helsenhorn       | Gruppo Helsenhorn-Boccareccio      |
| Monte del Sangiatto  | 2387        | Gruppo della Punta d'Arbola   | Sottogruppo Costiera Busin-Pojala  |
| Monte Cazzola        | 2330        | Gruppo dello Helsenhorn       | Gruppo Helsenhorn-Boccareccio      |

## Geologia

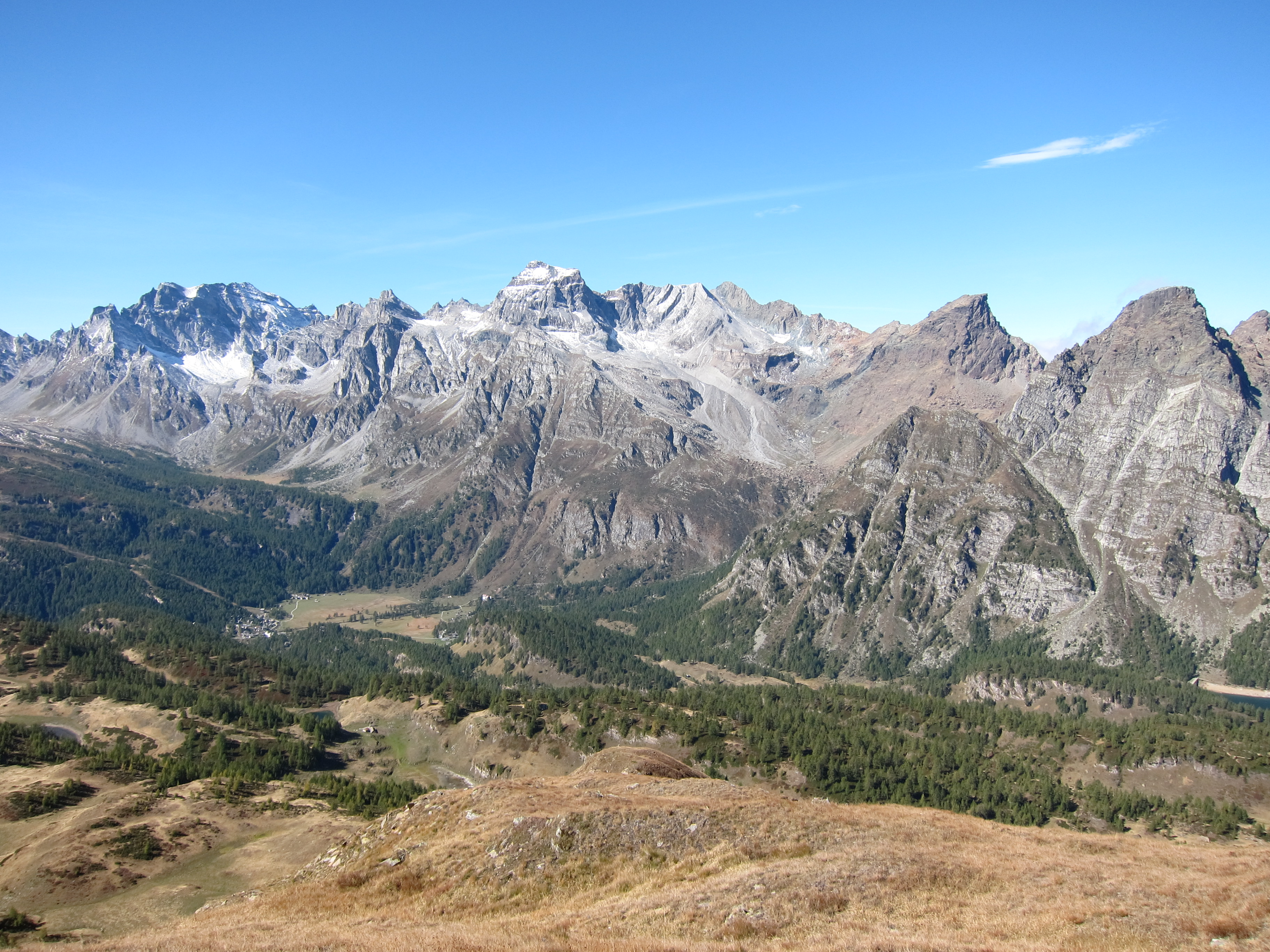
Da sinistra: Helsenhorn, Pizzo Cornera, Monte Cervandone, Punta della Rossa/Rothorn, Pizzo Crampiolo sud

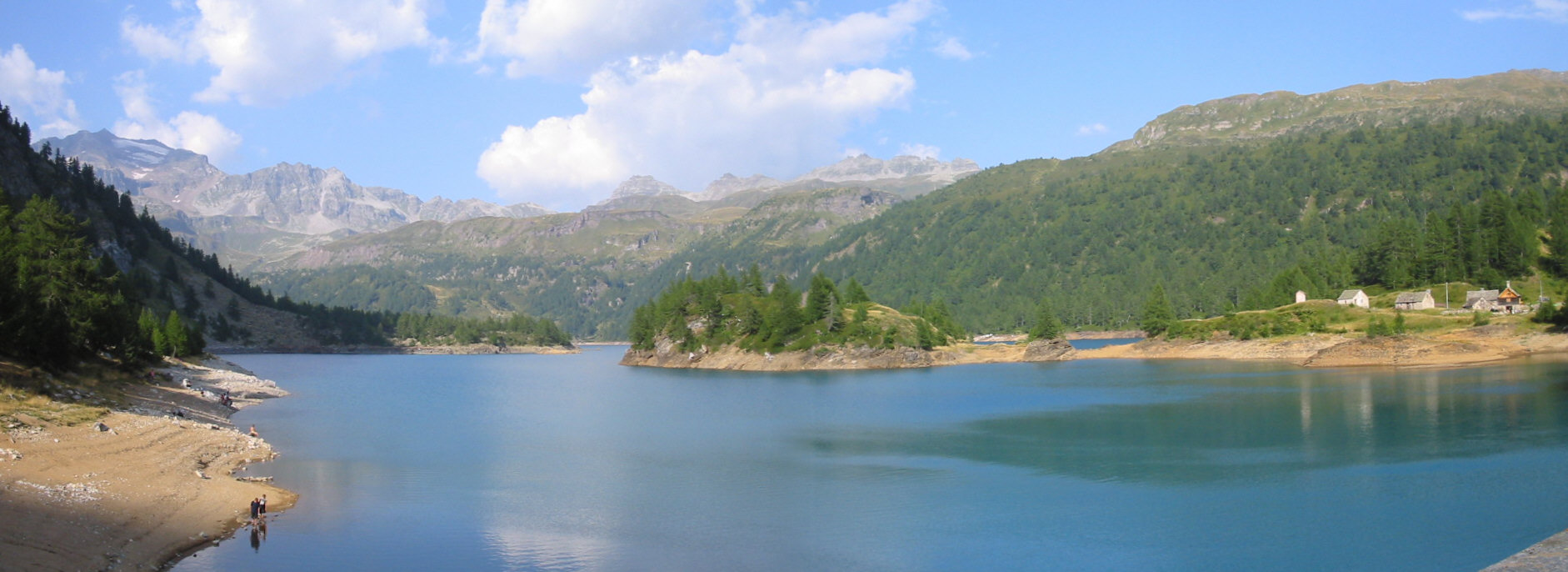
Il lago di Devero

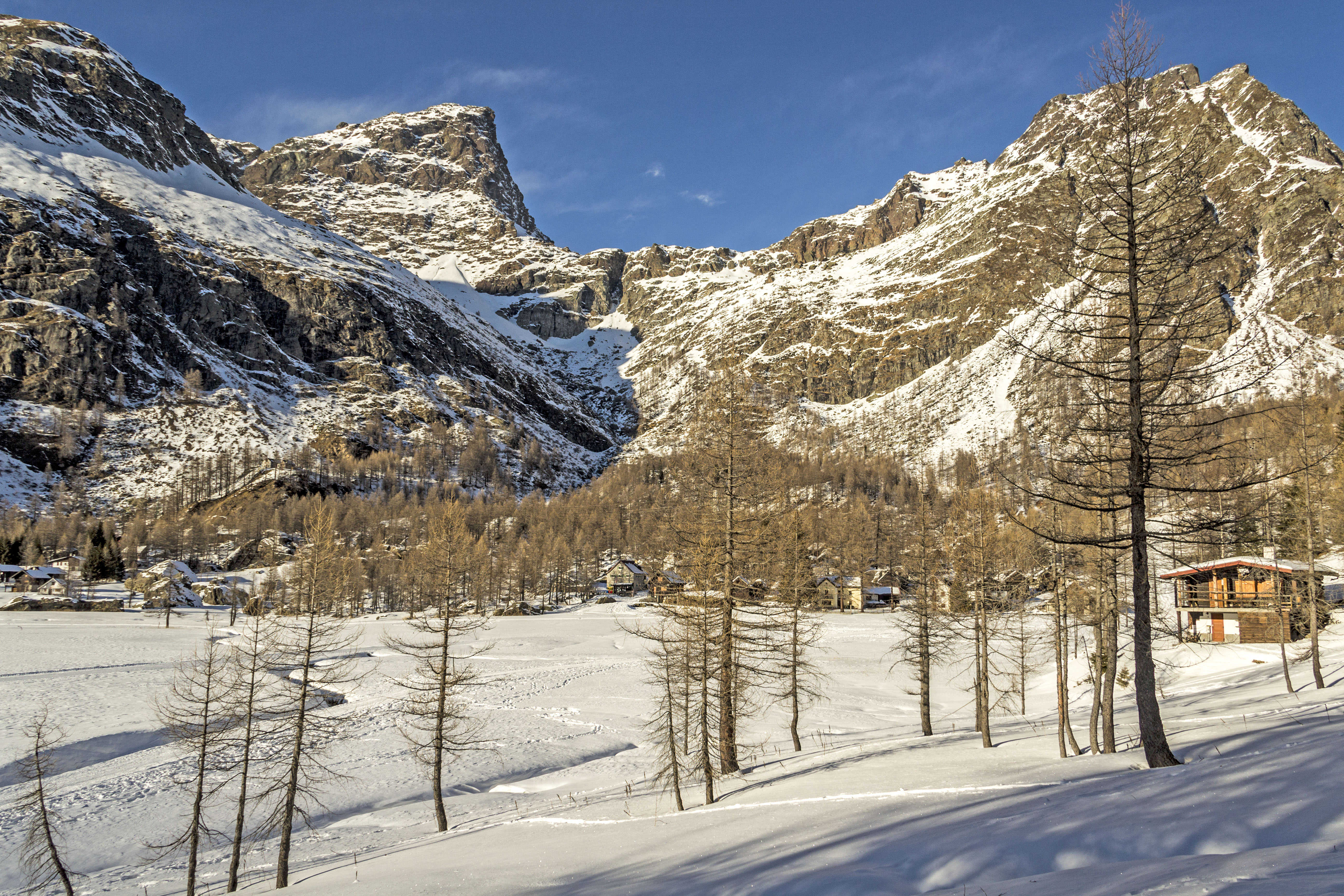
Alpe Devero

Le Valli Ossolane ed in particolare le zone di Devero e Veglia sono caratterizzate da una grande varietà di rocce per questo esse assumono un particolare interesse nello studio della formazione della catena alpina.
I minerali che si trovano in queste aree oltre ad essere unici al mondo per la loro particolarità sono anche e soprattutto quantitativamente diffusi e facilmente recuperabili per questo la zona costituisce un sito geologico e mineralogico di particolare importanza per tutti i geologi.
In queste aree il sistema di falde, consistente nella sovrapposizione e scorrimento di rocce e sedimenti, che forma i ricoprimenti delle zone "Sempione - Ticino" porta alla luce elementi profondi della zona pennidica. Nell'area in cui la Valle Devero confluisce con la valle Antigorio vi fu l'erosione glaciale, la quale scoprì l'elemento più antico e profondo della catena alpina, che appunto per la sua antichità viene definito da alcuni studiosi "Elemento 0" o "Cupola di Verampio". Al di sopra di essa sono ben visibili formazioni rocciose, i grandi ricoprimenti, di Antigorio, del Lebendun e del Leone.
Le falde sono formate da rocce molto antiche esse giacciono piegate verso il massiccio del Gottardo e costituivano basamento del paleo-oceano qui esistente 230 milioni di anni fa. L'avvicinarsi della zolla africana a quella europea 50 – 60 milioni di anni fa, diede inizio alla formazione della catena alpina.
L'enorme forza ed energia sprigionate dalla spinta della zolla africana contro quella europea causò il sollevamento del fondo dell'antico oceano, gli strati di rocce si accavallarono sopra dei sedimenti preesistenti e si formarono rocce più recenti. Le rocce si trasformarono a causa delle enormi pressioni e delle elevate temperature cui furono sottoposte. I ricoprimenti di Antigorio, del Lebendun e del Leone sono separati da strati di rocce sedimentarie più recenti di spessore variabile, che sono costituite da calcescisto e calcare, e assumono una particolare forma, detta sinclinale.
Il sistema di falde e sinclinali poggia sulla "Cupola di Verampio" in una successione di unità tettoniche, così dislocate:
- Elemento 0 o Cupola di Verampio;
- Sinclinale di Baceno;
- Ricoprimento I o Falda di Antigorio;
- Sinclinale del Teggiolo;
- Ricoprimento II o Falda di Lebendun;
- Sinclinale di Devero;
- Ricoprimento III o del Monte Leone - Ofenhorn;
- Serie di Berisal.

I fenomeni orogenetici determinarono un cambiamento nei materiali che costituivano le rocce, provocando una ricristallizzazione nelle rocce primitive, e orientando i minerali di nuova formazione conformemente alle correnti tettoniche.
Inoltre sulle cime del Cervandone e dell'Helsenhorn sono presenti rocce della serie di Berisal.
All'interno di queste montagne gneiissiche, tra il Cervandone e la Val Deserta vi si trova un complesso ultrafemico, il complesso di Geisspfad, esso si espande a partire dalla cresta del Fleschorn Punta Marani fino alle punte della Rossa e del Crampiolo, prolungamenti affiorano sui versanti a sud est e nord est del Pizzo Cervandone. 
La grande massa di rocce serpentinose è caratterizzata da una colorazione rossastra, che è dovuta all'alterazione superficiale delle stesse causata dagli agenti atmosferici. La roccia, nelle zone in cui l'ossidazione non si è verificata, mantiene l'originale caratteristico colore verde.
Tipi di "rocce verdi" che si possono trovare in questa zona:
- andradite
- apatite
- diopside
- calcite
- ilmenite
- epidoto
- titanite

Minerali che si trovano negli gneiss:
- quarzo
- ematite
- anatasio
- adularia
- cianite
- granato

Minerali rari o molto rari di genesi idrotermale, caratteristici dell'area del Cervandone, sono alcuni arseniati - e silicati ricchi di arsenico - di varia composizione cationica (di ferro e titanio, manganese, calcio e magnesio, o terre rare) quali: asbecasite cafarsite, chernovite, cervandonite, fetiasite, gasparite, paranite, strashimirite e tilasite. Altri minerali rari, privi di arsenico, presenti in zona sono: anatasio, allanite, crichtonite, synchysite (Albertini, 1991).